# La truffa del secolo
La truffa del secolo (Carbone) è un film del 2017 diretto da Olivier Marchal.
È ispirato ad una storia realmente accaduta: una truffa ai danni di Francia e Unione Europea sulle quote di emissione di carbonio

## Trama
Antoine Roca è un imprenditore in grosse difficoltà economiche, e la sua azienda di trasporti, ereditata dal padre e che impiega 35 dipendenti, è in fallimento. Sposato e padre di un bambino, viene abbandonato dalla moglie Dana. Il suocero, Aron Goldstein, è un ricco imprenditore di religione ebraica, con cui Roca ha un cattivo rapporto e da cui viene considerato un fallito.
Decide così di organizzare una truffa ai danni dello Stato sfruttando una scappatoia nel sistema di tassazione sulla carbon tax, una tassa sulle risorse energetiche che emettono biossido di carbonio nell'atmosfera. Nell'affare coinvolge due suoi amici, i fratelli Eric e Simon Wizman, e il suo commercialista, Laurent Melki. Per finanziare l'operazione, Roca viene convinto dai Wizman a chiedere un prestito di 5 milioni di euro a Kamel Dafri, un malavitoso di origine maghrebina a capo di un'organizzazione criminale attiva nell'usura e nel traffico di stupefacenti. Poco dopo, nell'affare partecipa anche Dolly, madre dei fratelli Wizman, che ha conoscenze nella polizia e nella mafia cinese.
Roca e i suoi amici danno vita ad una società di trading, con cui nel giro di brevissimo tempo accumula un'enorme quantità di denaro. Le ricchezze accumulate consentono a Roca e ai suoi soci in affari di condurre una vita fatta di vizi, trasgressioni e acquisti di beni di lusso. Nel frattempo conosce una bella e seducente ragazza, Noa, con cui si lega sentimentalmente e va presto a convivere.
Il successo della sua attività illegale gli consente di restituire il denaro a Dafri, che al momento dell'elargizione della somma era stato fissato a 10 milioni di euro dopo tre mesi. Ma Dafri non si accontenta e pretende che Roca gli dia la metà dei suoi profitti, e perciò sorgono contrasti che portano a una serie di omicidi, di atti criminali, e di indagini e arresti da parte della polizia. Roca, che viene abbandonato da Noa e uccide il suocero Goldstein, viene assassinato a colpi di pistola davanti alla sua abitazione da Dolly Wizman, che aveva perso il figlio Simon, a sua volta assassinato per errore da Dafri.

## Fatti di cronaca
I fatti di cronaca a cui la trama del film è ispirata risalgono al 2008, e riguardarono la truffa sul mercato delle emissioni di anidride carbonica, con cui un gruppo di persone, nell'arco di 18 mesi, frodò il fisco francese e l'Unione europea, rispettivamente per cifre tra 1,6 e 1,8, e tra i 5 e i 10 miliardi di euro.
I truffatori scambiavano le stesse quote carbonio, tramite una rete di società fittizie, tra la Francia e altri paesi incassando l'IVA sulle emissioni. L'IVA veniva reinvestita nella truffa senza essere versata allo Stato.
In seguito alla scoperta di questa truffa la legge sulle quote carbonio è stata modificata. I responsabili sono stati tutti identificati e condannati, con pene detentive che vanno dai tre ai quindici anni di carcere e richieste di risarcimento per svariati milioni di euro nei confronti dello Stato francese.